# 莊清度
莊清度（1660年10月15日—1749年10月14日，即順治十七年九月十二日－乾隆十四年九月初四日），字係安，號省堂。江蘇省常州府武進縣（今屬常州市）人，清朝政治人物。

## 生平
年少時穎異，善寫文章，康熙二十年（1681年）辛酉科江南鄉試取中舉人。康熙三十六年（1697年）丁丑科會試第七名會魁，殿試位列第二甲第六名進士出身。授江西南昌府奉新縣知縣。其科考墨卷傳出、刊行後，時人奉為名家。奉新縣任內，設置義倉，捐養廉銀提倡義舉。
康熙五十三年（1714年），大計薦舉卓異，升任湖南鳳凰營通判。
康熙五十五年（1716年），由湖南巡撫陳璸保舉特薦，升授山西大同府朔州知州。康熙六十年（1721年），因自備鞍馬押運軍糧至阿爾泰察罕叟爾清軍大營，吏部議敘，予記錄三次。
康熙六十一年（1722年）三月，推升禮部儀制司員外郎。雍正元年（1723年），山西省補行大計，朔州知州任內薦舉卓異。四月二十六日，吏部引見，雍正帝硃筆點出記名，升補禮部儀制司郎中。十二月，改刑部郎中。
雍正二年（1724年），差充甲辰科湖南鄉試正考官。誥封奉政大夫。
雍正七年（1729年），年七十歲辭官歸鄉，與族中子弟講論經史，抉摘奧義，津津不倦，得以見到族弟莊培因、莊大升取中乾隆六年（1741年）辛酉科舉人，號稱「前後同年」，為一時盛事。莊氏族中六十歲以上已辭官者合組「九老會」，清度是最年長者，有詩句：「九人六百三十歲，林下相逢盡一家。」
乾隆十四年（1749年）九月初四日，卒，年九十歲。

## 家庭及關連
莊清度屬毗陵莊氏第十二世。
- 曾祖父：莊應詔（1600年－1676年），崇禎十二年副榜，官至江西瑞州府推官。
- 曾祖母：吳氏，莊應詔正室，萬曆八年進士江西布政使司參政吳之龍孫女、監生吳世翼之女。
- 祖父：莊有筠（1618年－1685年），順治六年進士，官至山東兗西兵河道副使。
- 祖母：錢氏，莊有筠正室，萬曆十一年進士巡按御史錢一本曾孫女、萬曆三十二年進士南京戶部尚書錢春孫女、貢生錢䨒之女。
- 父：莊搢（1638年－1701年），康熙九年進士，官至通政使司參議。
- 母：江氏，莊搢正室，誥贈恭人，崇禎十三年特用福建督糧道參政江文淳孫女、豐縣訓導江南皋之女。
- 清度排行第一，另有五弟、三姊妹：
  - 莊涵茂（1662年－1732年），監生，考授縣丞。娶瞿氏，順治六年進士福建泉州府推官瞿廷諧孫女、恩貢生瞿受祜之女。
  - 莊鴻賓（1663年－1749年），監生，候選州判。娶劉氏，順治六年進士陝西褒城縣知縣劉漢卿孫女、劉一夔之女。
  - 莊源潔（1672年－1755年），監生，考授縣丞。娶直隸天津張氏，陝西延綏鎮總兵張朝瑞孫女、副將張起鳳之女。
  - 莊澤溥（1674年－1741年），監生，出嗣叔莊揆。娶巢氏，順治十二年進士禮部郎中巢震林孫女、歲貢生巢熙采之女。
  - 莊汾譽（1677年－1751年），監生。娶董氏，順治六年進士監察御史董文驥孫女、教諭董元起之女。
  - 姊妹一，適江陰庠生陳恪封。
  - 姊妹二，適江浦縣教諭高爾傅。
  - 姊妹三，適康熙三十二年舉人直隸永年縣知縣徐聞濩。

### 妻妾
- 正室：胡氏，誥贈宜人，順治十二年進士貴州安順府知府胡宗虞孫女、知縣胡輔之女。
- 繼室：高氏，誥封宜人，順治六年進士監察御史直隸靜海高爾修孫女、廣東糧驛道按察副使高恒豫之女。
- 無側室。

### 子女
有六子三女。
- 長子：莊楫（1686年－1755年），嫡胡氏出，監生。娶趙氏，康熙九年進士戶部尚書趙申喬孫女、康熙二十七年進士山西太原府知府趙鳳詔之女。
- 次子：莊樹嘉（1689年－1734年），嫡胡氏出，雍正元年舉人，官至廣西懷遠縣知縣。娶徐氏，康熙三十二年舉人直隸永年縣知縣徐聞濩之女。
- 三子：莊楚寶（1696年－1758年），嫡胡氏出，監生，官長蘆濟民場鹽大使。娶管氏，刑部郎中管棆之女；側室惲氏。
- 四子：莊權（1702年－1749年），繼高氏出，雍正元年副榜。娶順天大興袁氏。
- 五子：莊柄銓（1703年－1764年），繼高氏出，監生。娶長洲戴氏，河南澠池縣知縣畫師戴天瑞之女。
- 六子：莊潞兒（1732年－？年），繼高氏出，早卒。

- 長女，嫡胡氏出，適江西萬年縣縣丞高閭。
- 次女，嫡胡氏出，適工部右侍郎謝旻。
- 三女，繼高氏出，適丹徒蔣聯元。